# Bouda (danseur)
Ne doit pas être confondu avec Bouddha.
Pour les articles homonymes, voir Bouda.
Bouda, né en 1971, est un break dancer d'origine tunisienne.
Découvert par l'animateur Sidney dans les années 1980, il danse dans l'émission H.I.P. H.O.P. aux côtés des Paris City Breakers. En 1990, il est arrêté pour une affaire de stupéfiants (trafic de haschich) et à nouveau, pour les mêmes raisons, en 1993. Il passe quatre ans en prison et est interdit de territoire pour cinq ans. On le renvoie de force en Tunisie, pays qu'il avait quitté à l'âge de quatre mois. Il rentre en France illégalement et est menacé d'expulsion.
Le réalisateur Jean-Pierre Thorn a consacré un documentaire, On n'est pas des marques de vélo (2002) (diffusé sur Arte en février 2002, puis sorti en salle et édité en DVD), à la double peine subie par Bouda . Dans la mesure où Bouda est arrivé en France à l'âge de 4 mois, et ne connaît pas la Tunisie, il est présenté par le Nouvel Observateur comme étant «condamné à vivre en clandestin dans son pays», la France.